# Villie socken
Villie socken i Skåne ingick i Ljunits härad, ingår sedan 1971 i Skurups kommun och motsvarar från 2016 Villie distrikt.
Socknens areal är 28,91 kvadratkilometer varav 28,56 land. År 2000 fanns här 889 invånare. Rydsgårds gods samt den del av tätorten Rydsgård som utgörs av kyrkbyn Villie med sockenkyrkan Villie kyrka ligger i socknen. 

## Administrativ historik
Socknen har medeltida ursprung. Namnet var före 11 december 1885 Södra Villie socken.
Vid kommunreformen 1862 övergick socknens ansvar för de kyrkliga frågorna till Södra Villie församling och för de borgerliga frågorna bildades Södra Villie landskommun. Landskommunen uppgick 1952 i Rydsgårds landskommun som uppgick 1971 i Skurups kommun. Församlingen utökades 2002.
1 januari 2016 inrättades distriktet Villie, med samma omfattning som församlingen hade 1999/2000.  
Socknen har tillhört län, fögderier, tingslag och domsagor enligt vad som beskrivs i artikeln Ljunits härad. De indelta soldaterna tillhörde Södra skånska infanteriregementet, Vemmenhögs kompani och Skånska dragonregementet, Vemmenhögs skvadron, Borreby kompani.

## Geografi
Villie socken ligger nordväst om Ystad med Skivarpsån i väster och Romeleåsen i norr. Socknen är i söder en odlad småkuperad slättbygd på Söderslätt och i norr en starkt kuperad bygd med lövskog.
I Villie socken finns byarna Trunnerup, Ekarp och Beden.

## Fornlämningar
Från stenåldern är boplatser funna. Från bronsåldern finns en gravhög. En runsten finns här. 

## Namnet
Namnet skrevs 1364 Villöghe och kommer från kyrkbyn. Efterleden innehåller hög. Förledens tolkning är oklar, möjligen kan det innehålla adjektivet vild då med oviss syftning.